# Natura 2000-område nr. 157 Åmose, Tissø, Halleby Å og Flasken
Natura 2000-område nr. 157 Åmose, Tissø, Halleby Å og Flasken  er et Natura 2000-område der består af habitatområde  nr. H138 og fuglebeskyttelsesområde nr. F100 og  har et areal på  32,60 km².  Cirka 84 ha af arealet ejes  af Naturstyrelsen.  Natura 2000-området ligger   i Vandområdedistrikt II Sjælland  i vandplanomåde 2.1 Kalundborg  i Kalundborg Kommune .

## Områdebeskrivelse
Området er ligger  syd og sydøst for Kalundborg. Fra  nord omfatter området Lille Åmose, som gennemløbes af den øvre del af Halleby Å. Syd herfor ligger Tissø, som afvandes mod vest gennem Nedre Halleby Å, der  bl.a. løber gennem Bjerge Enge og Fællesfolden og løber  ved Flasken ud i Storebælt. Fra syd løber Bøstrup Å, som bl.a. gennemløber Jødelands Mosen, Hallenslev Mose og Rye Mose ud i  Nedre Halleby Å lige vest for Tissø, der er landets fjerde største sø og udgør 1.200 hektar af arealet. I nord grænser området op til
Natura 2000-område nr. 156 Store Åmose, Skarre Sø og Bregninge Å .

## Fredninger
Der er flere   fredninger i Natura 2000-området. Det største er omkring Flasken og Reersø Vejle hvor  295 ha strandeng blev fredet i 1979 samt Fællesfolden på 70 ha. Ved østbredden af Tissø blev 75 ha enge og rørskov  fredet i 1956.
Hele området indgår i Naturpark Åmosen.